# Hugo IV de Ampurias

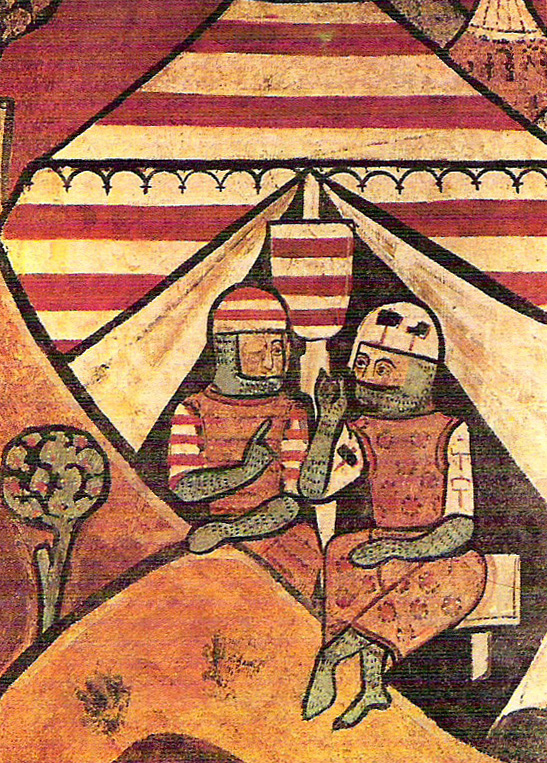
Hugo IV de Ampurias, con Pero Maça durante la conquista de Mallorca

Hugo IV de Ampurias (v 1170 – Mallorca 1230), conde de Ampurias (1200-1230).
Hijo de Ponce III de Ampurias y de Adelaida de Montcada, heredó el condado de Ampurias a la muerte de su padre sucedida en 1200.
Hugo IV participó en la Tercera Cruzada a Tierra Santa en 1190.
En 1210 rindió homenaje al rey Pedro II de Aragón y participó con él en la Batalla de Las Navas de Tolosa en 1212. Fue excomulgado por el Papa de Roma por acoger a los cátaros en su condado, tras la muerte del rey, así como por invadir los dominios eclesiásticos.
Pactó con el conde Nuño I hacia 1200, que le ayudó en su lucha con el rebelde Gausberto de Palol.
Participó, decisivamente, en las cortes celebradas en Barcelona en 1228, junto con su hijo y un buen número de caballeros, donde se decidió la toma de Mallorca. En la batalla de Portopí, en 1229, condujo el ala derecha del ejército a la cabeza de los caballeros templarios (según cuenta Bernat Desclot) y, en el asedio de Mallorca, repelió un ataque enemigo permitiendo que ello abriera flancos favorables para el ejército.
Murió en 1230, durante la repartición de las tierras conquistadas en Mallorca, víctima de la peste.
Se casó con María de Vilademuls, baronesa de Vilademuls y señora de la Roca, cuya dote se unió al condado. De esta unión nacieron:
- Ponce IV de Ampurias (v 1205-1269) conde de Ampurias.
- Guillema de Cabrera ( - 1277), casada con Berenguer de Cabrera.